# 扎比利夫希納
51°17′19″N 32°28′21″E / 51.28861°N 32.47250°E
扎比利夫希納（烏克蘭語：Забілівщина），是烏克蘭北部的村莊，隸屬切爾尼希夫州的尼任區。該村面積0.002平方公里，海拔高度123米，2006年人口528，人口密度每平方公里264,000人。